# Nagroda Roku SARP 2015
Do konkursu o Nagrodę Roku SARP 2015 samorządy lokalne, inwestorzy prywatni oraz pracownie architektoniczne zgłosiły 81 obiektów. W trakcie 2 posiedzeń jury nominowano 21 obiektów, spośród których przyznało 8 wyróżnień oraz 7 nagród w różnych kategoriach oraz 2 nagrody główne.
Nagrodę Roku SARP przyznano Międzynarodowemu Centrum Kongresowemu w Katowicach zaprojektowaną przez pracownię JEMS Architekci. Za najlepszy obiekt architektoniczny wzniesiony ze środków publicznych na terytorium Polski uznano Muzeum Katyńskie w Warszawie, autorstwa biura BBGK Architekci.

## Nagrody główne

### Nagroda Roku SARP
| Budynek                                        | Zespół autorski               | Zespół autorski |
| ---------------------------------------------- | ----------------------------- | --- |
| Międzynarodowe Centrum Kongresowe w Katowicach | Pracownia                     | JEMS Architekci |
| Międzynarodowe Centrum Kongresowe w Katowicach | Autorzy                       | Olgierd Jagiełło, Maciej Miłobędzki, Marcin Sadowski, Jerzy Szczepanik-Dzikowski, Paweł Majkusiak, Jacek Mroczkowski, Wojciech Kotecki |
| Międzynarodowe Centrum Kongresowe w Katowicach | Autorzy projektu konkursowego | Olgierd Jagiełło Maciej Miłobędzki, Marcin Sadowski, Jerzy Szczepanik-Dzikowski, Paweł Majkusiak, Jacek Mroczkowski, Wojciech Kotecki; współpraca: Mai Bui Ngoc, Paweł Gozdyra, Anna Dubois, Michał Ożóg, Marcin Puchacz, Maciej Rydz, Piotr Sołowiej, Mateusz Świętorzecki, Piotr Waleszkiewicz                                                      |
| Międzynarodowe Centrum Kongresowe w Katowicach | Zespół projektowy             | architektura: Izabela Bednarska, Anna Dubois, Paweł Gozdyra, Tomasz Grygiel, Tomasz Japa, Maciej Kasprzycki, Justyna Kościańska, Ewa Kozieł-Jurowska, Łukasz Kuciński, Karol Olechnicki, Michał Ożóg, Marcin Szubski, Anna Walewska, Łukasz Węcławski; konstrukcja: KIP; technologia fasad: ESOX Projekt; projekt zieleni: RS Architektura Krajobrazu |

Uzasadnienie jury:

Nagrodę SARP 2015 jury przyznało jednogłośnie dla obiektu, którego zarówno idea, przemyślana, zaskakująca forma architektoniczna jak i rozwiązania funkcjonalne, znakomicie wpisują się programowo i przestrzennie w sąsiedztwo ikony śląskiej architektury Hali Widowiskowo-Sportowej – sławnego „Spodka”, nie zakłócając jej formy i znaczącej dominacji architektonicznej. Duża, czarno błyszcząca bryła o elastycznych i bardzo sprawnie funkcjonujących rozwiązaniach architektury przestrzeni wewnętrznych, została spektakularnie przecięta popularnym już spacerowym kanionem /niwelującym skutecznie jej skalę/ wtopionym w sztuczne zielone wzgórze z punktem widokowym, tworząc nie tylko kultowe już miejsce spotkań, ale uzupełniające funkcjonalnie i widokowo, zieloną strefę publiczną sąsiednich, znakomitych wielokrotnie nagradzanych, katowickich obiektów kultury – NOSPR i nowego Muzeum Śląskiego.

### Nagroda SARP za najlepszy obiekt architektoniczny wzniesiony ze środków publicznych
| Budynek                      | Zespół autorski               | Zespół autorski |
| ---------------------------- | ----------------------------- | --- |
| Muzeum Katyńskie w Warszawie | Pracownia                     | BBGK Architekci |
| Muzeum Katyńskie w Warszawie | Autorzy                       | Jan Belina-Brzozowski, Konrad Grabowiecki |
| Muzeum Katyńskie w Warszawie | Autorzy projektu konkursowego | Jan Belina-Brzozowski i Konrad Grabowiecki, Jerzy Kalina, Krzysztof Lang – z zespołami |
| Muzeum Katyńskie w Warszawie | Współpraca autorska           | Joanna Orłowska, Marek Sobol, Emilia Sobańska, Łukasz Węcławski, Agnieszka Grzywacz, Ewelina Wysokińska, Jacek Kretkiewicz, Tomasz Pluciński, Maciek Rąbek, Marcin Szulc, Barbara Trojanowska, Jolanta Fabiszewska |

Uzasadnienie jury:

Nagrodę przyznano za wyjątkowo wrażliwą autorską interpretację szczególnego i ważnego symbolicznie miejsca oraz tematu, umiar w stosowaniu środków wyrazu, spójność estetyczną i odwagę w konsekwentnym wprowadzaniu nowej architektury w historyczną substancję. Ten skromny, współcześnie traktujący zabytkowe otoczenie projekt będący jednocześnie budynkiem i założeniem pomnikowym, stwarza atrakcyjną przestrzeń zarówno w historycznych wnętrzach jak i na otaczającym go terenie-fragmencie Cytadeli warszawskiej. Śmiałe i jednorodne propozycje materiałowe, tektonika , faktura i kolorystyka założenia oraz jego spójność z autorskim scenariuszem ekspozycji czynią je jednocześnie założeniem monumentalnym i kameralnym. Architektura założenia jest tłem dla refleksji, skupienia jednocześnie oddziałuje na wyobraźnię widza budząc silne emocje. Jest to architektura ponadczasowa bazująca na autorskim detalu i przemyślanym wykorzystaniu współczesnych technologii. Jest to Architektura, gdzie nowe splata się ze starym w spójną harmonijna całość.